# Eric Metaxas

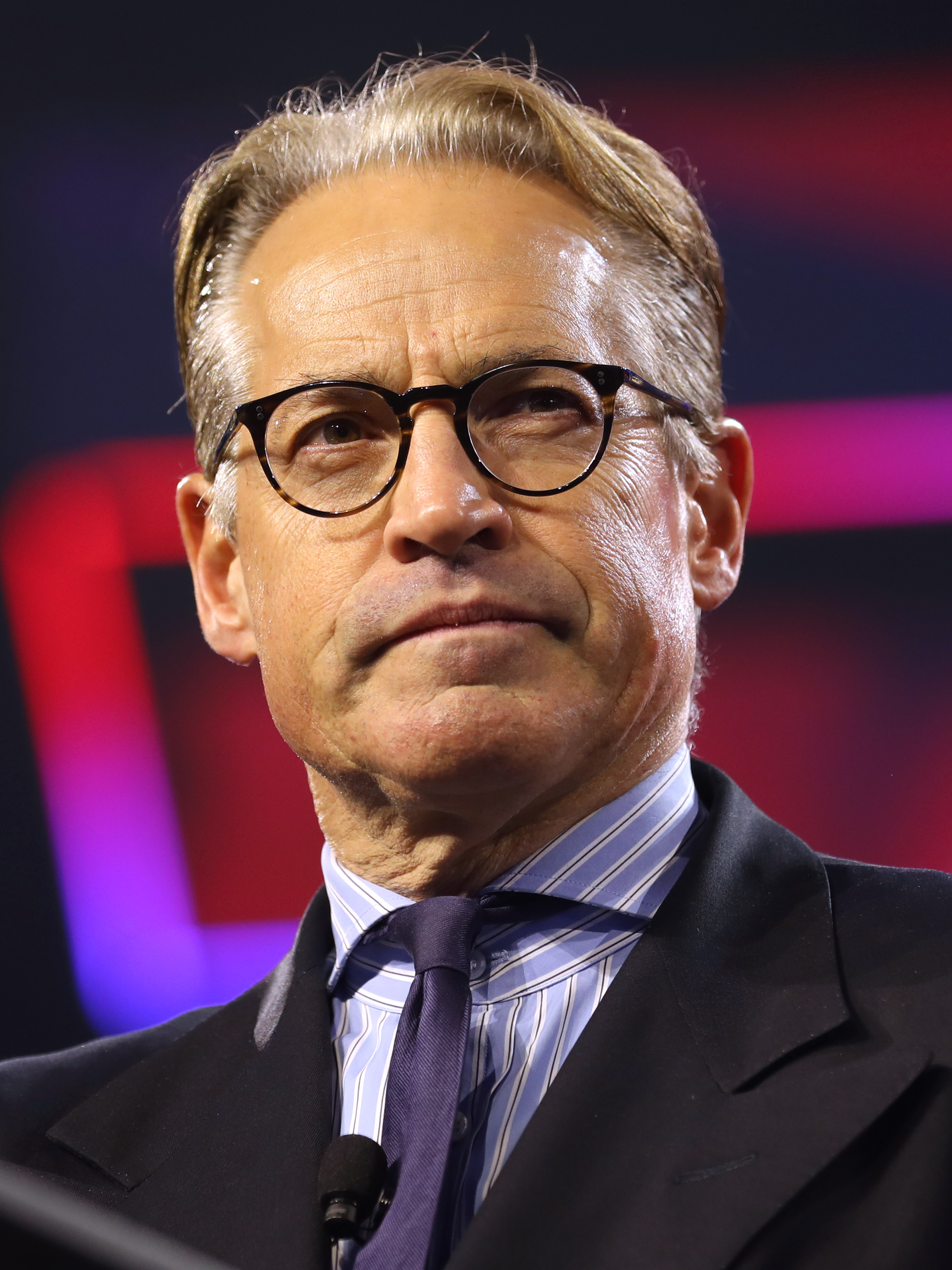
Eric Metaxas (2023)

Eric Metaxas (* 1963 in Astoria, Queens, New York City) ist ein amerikanischer Autor, Redner und Radiomoderator. Am besten bekannt wurde er durch seine zwei Biografien Amazing Grace: William Wilberforce and the Heroic Campaign to End Slavery über William Wilberforce und Bonhoeffer: Pastor, Martyr, Prophet, Spy über Dietrich Bonhoeffer. Er hat auch humoristische Bücher, Kinderbücher und Drehbücher für die VeggieTales geschrieben. Metaxas ist Gründer und Showmaster der Serie Socrates in the City: Conversations on the Examined Life und des Radioprogramms The Eric Metaxas Show.

## Leben
Metaxas wurde in Astoria in New York City geboren. Er ist Grieche väterlicherseits, Deutscher mütterlicherseits und wuchs in Danbury (Connecticut) in einem griechisch-orthodoxen Umfeld auf. Er studierte an der Yale University und war dort Redakteur der humoristischen Campus-Zeitschrift Yale Record. Metaxas wohnt mit seiner Frau Susanne und seiner Tochter in Manhattan.
Metaxas ist Senior-Mitglied im christlich konservativen Think Tank Falkirk Center for Faith & Liberty der Liberty University.
2021 wurde Metaxas bei YouTube gesperrt, weil er Falschinformationen über COVID-19 verbreitet hat.

## Auszeichnungen
- Metaxas erhielt drei Ehrendoktortitel vom Hillsdale College, von der Liberty University und von Sewanee: The University of the South.[6][7][8]
- Becket Fund's Canterbury Medal (2011).[9]
- Human Life Review's Defender of Life Award (2013).[10]

## Werke
- Bonhoeffer. Pastor, Agent, Märtyrer und Prophet. SCM Hänssler, Holzgerlingen 4. Aufl. 2012, ISBN 978-3-7751-5271-6.
- Wilberforce. Der Mann, der die Sklaverei abschaffte. SCM Hänssler, Holzgerlingen 2012, ISBN 978-3-7751-5391-1.
- Sieben Männer, die Geschichte schrieben. (Martin Luther, William Wilberforce, Eric Liddell, Dietrich Bonhoeffer, Jackie Robinson, Papst Johannes Paul II., Charles W. Colson), SCM Hänssler, Holzgerlingen 2014, ISBN 978-3-7751-5507-6
- Luther. Der Mann, der Gott neu entdeckte. SCM Hänssler, Holzgerlingen 2019, ISBN 978-3-7751-5825-1, S. 640.